# 紺谷充彦
紺谷 充彦（こんたに みつひこ、1965年 - ）は、日本の記者、フリーライター。

## 来歴
富山県出身、札幌市在住。武蔵大学経済学部卒業。
ブラジルのサンパウロ新聞社の記者を経て、フリーライターとして活動を開始。
1993年に『牢名主』で小学館『DENiM』ライター新人賞(月間賞)を受賞。
シナリオ『アマゾンの浦臼』『桜の渦』で2008年から２年連続で北のシナリオ賞佳作。
2009年『北海道南米移住史』(北方圏センター刊)で編集・執筆を担当。2014年第48回北海道新聞文学賞創作・評論部門佳作。その後、『北海道 道の駅ガイド』(北海道新聞社)を取材執筆。